# Gaisbergturm

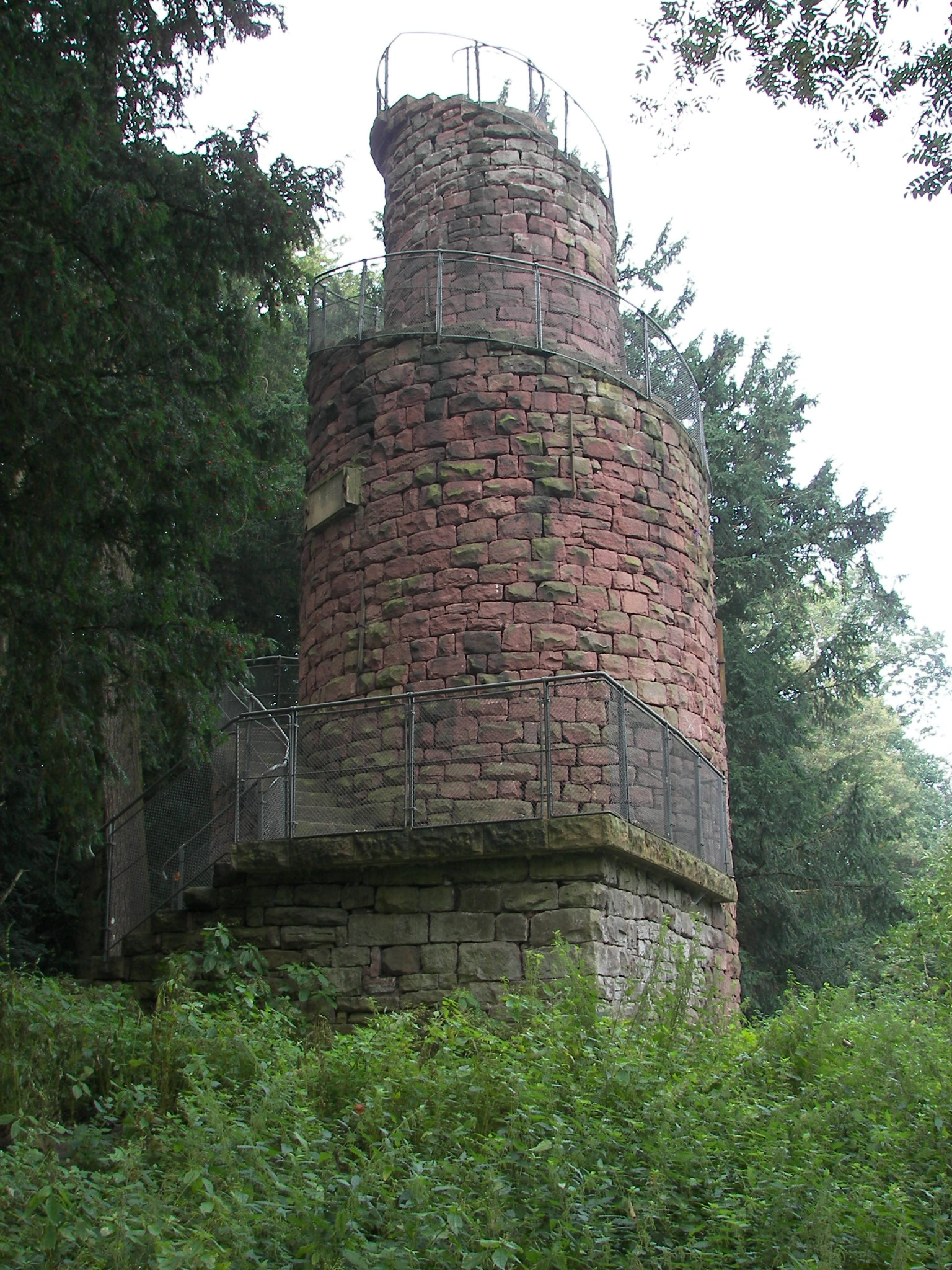
Gaisbergturm, erbaut 1876 (Aufn. 2006)

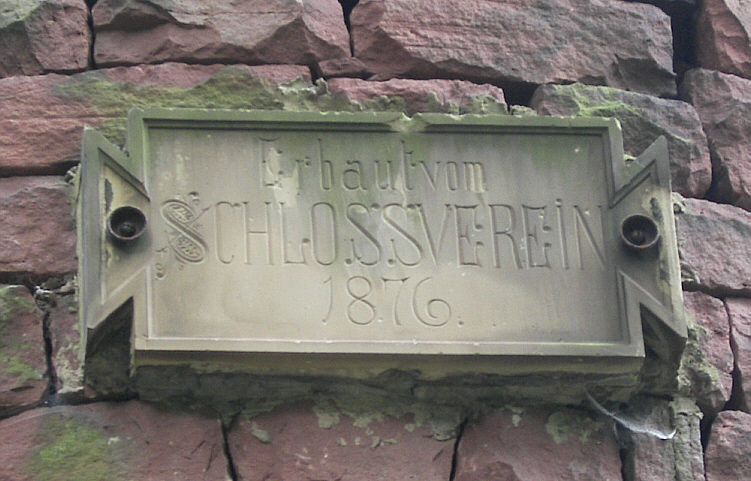
Gedenktafel am Gaisbergturm

Der Gaisbergturm in Heidelberg ist ein Baudenkmal, das am Übergang der kleinen Hochfläche des 375,6 m ü. NHN hohen Gaisbergs zum Nordwestabhang steht. Entworfen von dem Architekten Fritz Seitz, wurde der Aussichtsturm 1876 vom Heidelberger Schloss- und Altertumsverein e. V. erbaut. Als Vorbild diente vermutlich der Leuchtturm von Alexandria.
Der etwa 13 m hohe Turm lässt sich über 85 unterschiedlich geformten Stufen auf einer außen umlaufenden Wendeltreppe besteigen. Oben angekommen erreicht man eine Plattform. Sie ist mit einem Schutzgitter versehen. Das Außenmauerwerk ist für die Gegend wohl einzigartig. Es handelt sich um sorgfältig behauene Buntsandsteine, die vermutlich aus dem naheliegenden Riesenstein-Steinbruch gewonnen wurden. Alle Bausteine sind nur lose ohne jeglichen Kalkmörtel aufeinandergeschichtet. Man nennt diese Art der Baukunst „Trockenmauerwerk“. Das Bauwerk wurde so exakt ausgeführt, dass bislang keine größeren Reparaturen, außer an den Treppenstufen erforderlich waren.
Der Gaisbergturm wurde in den Jahren 1926/27 und 2002/03 (Sicherungsmaßnahmen) restauriert. Die letzte Restaurierung wurde sowohl von der Stadt Heidelberg als auch vom Stadtteilverein West-Heidelberg e. V. finanziert und durchgeführt. Das Gebäude fungiert als Wahrzeichen der Heidelberger Weststadt.
Die meisten Bäume um den Turm sind inzwischen deutlich höher als das historische Bauwerk, weshalb momentan (Stand: 2022) praktisch keine freie Sicht auf die Umgebung von Heidelberg möglich ist.